# Dibolia magnifica
Dibolia magnifica es una especie de insecto coleóptero de la familia Chrysomelidae. Fue descrita científicamente en 1950 por Har. Lindberg.